# Calamagrostis bolanderi
Calamagrostis bolanderi är en gräsart som beskrevs av George Thurber. Calamagrostis bolanderi ingår i släktet rör, och familjen gräs.
Artens utbredningsområde är Kalifornien. Inga underarter finns listade i Catalogue of Life.